# Equitazione ai Giochi della VII Olimpiade - Volteggio a cavallo a squadre
La competizione del volteggio a cavallo a squadre di equitazione dai Giochi della VII Olimpiade si è svolta il 11 settembre 1920 presso lo Stadio Olimpico di Anversa.

## Classifica finale
I migliori tre risultati della prova individuale erano validi per la classifica finale.
| Pos.    | Nazione | Atleta            | Tempo Ind. | Tempo Tot. |
| ------- | ------- | ----------------- | ---------- | ---------- |
| Oro     | Belgio  | Daniel Bouckaert  | 30,500     | 87,500     |
| Oro     | Belgio  | Louis Finet       | 29,000     | 87,500     |
| Oro     | Belgio  | Maurice Van Ranst | 28,000     | 87,500     |
| Argento | Francia | Field             | 29,500     | 81,083     |
| Argento | Francia | Salins            | 26,333     | 81,083     |
| Argento | Francia | Cauchy            | 25,250     | 81,083     |
| Bronzo  | Svezia  | Carl Green        | 20,500     | 59,416     |
| Bronzo  | Svezia  | Anders Mårtensson | 20,250     | 59,416     |
| Bronzo  | Svezia  | Oskar Nilsson     | 18,666     | 59,416     |